# Coma (plaça forta)
Coma (grec medieval: Χῶμα, Khoma) fou una plaça forta romana d'Orient a les portes de l'Anatòlia central que tingué un paper important en el conflicte amb els turcs seljúcides a finals del segle xi i durant el segle xii. Correspon a les ruïnes d'Akkale, al cim rocós d'Akdağ, 4 km al nord de Gümüşsu. No s'ha de confondre amb Coma de Lícia.
Es trobava a la vall superior del riu Meandre, a Frígia. Després de la batalla de Mantziciert esdevingué un post avançat dels romans d'Orient envoltat per territori controlat pels turcs. El regiment dels comencs (Χωματηνοί) tingueren un paper destacat en les campanyes de Nicèfor III Botaniates (r. 1078-1081) i Aleix I Comnè (r. 1081-1118). A causa de la seva ubicació estratègica en una de les carreteres que portaven a l'interior d'Anatòlia, fou una base important per a les campanyes de la dinastia dels Comnens per fer recular els turcs. Al segle xii formà el seu propi districte, el de Coma i Capadòcia, governat per un toparca. Sembla que aquest districte cobria bàsicament el mateix territori que la banda de Lambe.
L'amenaça turca planà sobre Coma durant tot el segle xii. L'emperador Isaac II Àngel (r. 1185-1195 i 1203-1204) la tornà a fortificar el 1193 i li canvià el nom a Anguelókastron (Ἀγγελόκαστρον) en honor de la seva dinastia. Coma caigué en mans dels turcs poc després de la partició de l'Imperi Romà d'Orient per la Quarta Croada el 1204.
Subleu, una fortalesa propera reconstruïda per l'emperador Manuel I Comnè (r. 1143-1180) el 1175, però abandonada després de la batalla de Miriocèfal l'any següent, havia estat identificada amb Coma per William Mitchell Ramsay.
Avui en dia només en perduren alguns vestigis menors. Així mateix, hi ha dues cisternes amb guix vermell. Al vessant oriental, les muralles de la fortalesa s'han ensorrat, llevat de parts d'un edifici rectangular que podria haver estat una torre. Hi ha maons integrats amb morter en l'aparell de doble bloc. A sobre del cementiri s'hi han trobat maons i trossos de ceràmica. W. J. Hamilton trobà columnes trencades d'origen desconegut al lloc de sepultura que hi ha a sota de Homa. 4 km a l'oest hi ha el petit turó de Pınarhüyüğü, on s'han trobat fragments de ceràmica i pedres aspres.